# Xã Smith, Quận Whitley, Indiana
Xã Smith (tiếng Anh: Smith Township) là một xã thuộc quận Whitley, tiểu bang Indiana, Hoa Kỳ. Năm 2010, dân số của xã này là 5.327 người.